# Rywin-Affäre
Die Rywin-Affäre (poln. afera Rywina, in Anlehnung an die Watergate-Affäre auch als Rywingate bezeichnet) war ein 2002 bekanntgewordener Korruptionsskandal in Polen.
Sie ist nach dem polnischen Filmproduzenten Lew Rywin (Der Pianist, Schindlers Liste, Hitlerjunge Salomon) benannt, der von deutschen Medien auch als „polnischer Leo Kirch“ bezeichnet wird.

## Der Vorgang
Lew Rywin suchte am 22. Juli 2002 Adam Michnik auf, den Chefredakteur der größten polnischen Tageszeitung Gazeta Wyborcza, und machte diesem ein Angebot: Gegen Zahlung von 17 Mio. Dollar würde ein damals gerade diskutierter Gesetzentwurf, der die Einflussnahme von Printmedien im Rundfunksektor beschränken sollte, dahingehend geändert werden, dass der Verlag der Zeitung (Agora S.A.) den privaten Fernsehsender Polsat oder das zweite Programm des öffentlich-rechtlichen Fernsehens übernehmen könne. Rywin gab vor, im Auftrag einer anonymen „Gruppe, die die Macht in den Händen hält“ (grupa trzymająca władzę), zu handeln und deutete an, dass der damalige Regierungschef Leszek Miller von der postkommunistischen SLD zumindest eingeweiht sei.
Michnik schnitt das Gespräch heimlich mit und begann mit Recherchen, um die Identität der von Rywin genannten Gruppe zu ermitteln. Dabei kam es auch zu einem Treffen zwischen Rywin, Michnik und Miller in dessen Büro. Miller stritt ab, etwas mit dem von Rywin vorgeschlagenen Geschäft zu tun zu haben; daraufhin soll Rywin – nach Aussage der beiden anderen Anwesenden – die Fassung verloren und von Selbstmord gesprochen haben. Rywin selber gab später an, bei diesem Gespräch alkoholisiert gewesen zu sein.
Nachdem die Recherchen der Gazeta Wyborcza ergebnislos geblieben waren, machte sie den Fall schließlich am 27. Dezember öffentlich und druckte den Mitschnitt des Gespräches zwischen Rywin und Michnik ab, womit der eigentliche öffentliche Skandal begann.
Im Januar 2003 konstituierte sich ein parlamentarischer Untersuchungsausschuss, der Licht in den Vorgang bringen sollte.
Unabhängig vom parlamentarischen Verfahren begann ein reguläres Strafverfahren gegen Rywin, in dem dieser am 26. April 2003 zu zweieinhalb Jahren Gefängnis sowie einer Geldstrafe von 100.000 Złoty (PLN) verurteilt wurde – wegen Betruges, nicht wegen Korruption. Das Gericht ging dabei davon aus, dass Rywin auf eigene Rechnung gehandelt habe und die „Gruppe“, in deren Auftrag er zu handeln behauptet hatte, nicht existiere.
Am 10. Dezember 2004 revidierte das Warschauer Appellationsgericht dieses Urteil und entschied, dass die „Gruppe“ tatsächlich existiert habe, auch wenn deren Zusammensetzung unbekannt sei. Rywin wurde nunmehr wegen „entgeltlicher Protektion“ verurteilt, die Haftstrafe auf zwei Jahre reduziert.

## Widersprüchliche Ermittlungsergebnisse
Währenddessen zogen sich langwierige Verhöre des Untersuchungsausschusses hin. Am 5. April 2004 stellte der Untersuchungsausschuss seine Arbeit offiziell ein. Ohne Aussprache wurde mit den Stimmen der Mitglieder von SLD und Samoobrona ein Abschlussbericht verabschiedet, der zu dem gleichen Ergebnis gelangt wie das Gericht, wonach Rywin Einzeltäter gewesen sein soll.
Die in der Schlussabstimmung unterlegenen Abgeordneten einschließlich des Ausschussvorsitzenden Tomasz Nałęcz weigerten sich jedoch, diesen Bericht mitzutragen und erarbeiteten abweichende Minderheitsberichte. Der Sejm sollte dann über die Annahme des offiziellen Mehrheitsberichtes oder eines Minderheitsberichtes entscheiden. Am 24. September 2004 beschloss der Sejm, die radikalste Minderheitsvariante zu akzeptieren, in dem als vermutliche Hintermänner namentlich genannt werden:
- Regierungschef Leszek Miller (im Mai 2004 zurückgetreten),
- Aleksandra Jakubowska, stellvertretende Kulturministerin der Regierung Miller, u. a. zuständig für die Novellierung des fraglichen Gesetzes, von dem Agora S.A. hätte profitieren sollen,
- Włodzimierz Czarzasty, ein weiterer SLD-Medienpolitiker,
- Robert Kwiatkowski, der Chef des öffentlich-rechtlichen polnischen Fernsehens, dessen zweites Programm privatisiert werden sollte,
- Lech Nikolski, im fraglichen Zeitraum Kabinettschef von Miller, später Minister für die Durchführung des EU-Referendums.

## Spätfolgen für die politische Kultur
Die langfristigen Folgen der Affäre für die politische Kultur Polens sind derzeit noch nicht abzusehen. Fest steht, dass das in der Bevölkerung ohnehin traditionell große Misstrauen gegen den Staat und die Politik neue Nahrung erhalten hat. Selbst der Ruf Adam Michniks, einst eine legendäre Gestalt des antikommunistischen Widerstands, wurde in Mitleidenschaft gezogen; er geriet in den Verdacht, selbst tiefer in die Affäre verwickelt zu sein.
Immer mehr Menschen sind davon überzeugt, dass die politische und publizistische Klasse tief in Korruption und organisierte Kriminalität verstrickt sind – insofern ist die Bedeutung der Rywin-Affäre z. B. mit der Dutroux-Affäre in Belgien vergleichbar.
Dass letztendlich ranghohe Politiker einschließlich des Ministerpräsidenten als Drahtzieher „entlarvt“ wurden, sorgte bei vielen weniger für Genugtuung als für weitere Politikverdrossenheit: Zum einen bestritten diese weiterhin sämtliche Vorwürfe und könnten auch strafrechtlich bis auf Weiteres nicht zur Rechenschaft gezogen werden; zum anderen war offenkundig, dass auch der radikale Entwurf des Abschlussberichtes letztendlich nur durch geschicktes Taktieren der interessierten Fraktionen im Sejm verabschiedet wurde.
Damit wurde für viele offensichtlich, dass es hier weniger um Wahrheitsfindung ging, sondern eher um Machtspiele.
Wenn jemand persönlich von der Rywin-Affäre profitierte, so war es Jan Maria Rokita, der Vertreter der größten Oppositionspartei „Bürgerplattform“ (Platforma Obywatelska/PO) im Untersuchungsausschuss, dessen Sitzungen live im Fernsehen übertragen wurden. Durch sein aggressives Auftreten profilierte sich Rokita als harter Aufklärer und stieg damals innerhalb weniger Monate zum wichtigsten Oppositionspolitiker auf. Daneben hat auch die konservativ-rechtspopulistische Partei „Recht und Gerechtigkeit“ (Prawo i Sprawiedliwość/PiS), deren Hauptthema die Korruptionsbekämpfung ist, von der Affäre medial profitiert.
Die Rywin-Affäre wurde von einer weiteren Affäre in den Hintergrund gedrängt, die noch weitere Kreise zog: die sogenannte Orlen-Affäre (Afera Orlenu, Orlengate) um die Privatisierung des gleichnamigen polnischen Energiekonzerns.
Vor dem Hintergrund dieser Affären artikulierte vor allem die Partei „Recht und Gerechtigkeit“ (Prawo i Sprawiedliwość/PiS) die Forderung, die seit 1989 bestehende „Dritte Republik“ sei gescheitert. Sie müsse daher umfassend von korrupten Politikern und Geschäftsleuten „gesäubert“ und mit einer neuen, autoritäreren Verfassung in eine „Vierte Republik“ (IV Rzeczpospolita) umgestaltet werden.